# Jambenenggang
Jambenenggang is een bestuurslaag in het regentschap Sukabumi van de provincie West-Java, Indonesië. Jambenenggang telt 5070 inwoners (volkstelling 2010).